# Trachelochismus melobesia
Trachelochismus melobesia är en fiskart som beskrevs av Phillipps 1927. Trachelochismus melobesia ingår i släktet Trachelochismus och familjen dubbelsugarfiskar. Inga underarter finns listade i Catalogue of Life.